# Ilona Ruegg
Ilona Ruegg (* 23. Februar 1949 in Rapperswil) ist eine Schweizer Künstlerin. Seit 2012 lebt sie in Zürich. Sie wurde 1987 mit dem Prix Barclay, 2001 mit dem Prix Meret Oppenheim, 2004 und 2013 mit dem Anerkennungspreis der Kulturstiftung UBS ausgezeichnet.

## Leben
Ilona Ruegg begann ihre künstlerische Ausbildung 1970 an der Université de Vincennes (arts plastiques) in Paris. Weiter studierte sie 1978 sie an der Hochschule für angewandte Kunst in Wien. 1984 erhielt sie das Louise Aeschlimann-Stipendium sowie das Stipendiatin des Istituto Svizzero in Rom. Zwischen 1984 und 2011 lebte Ilona Ruegg in Frankfurt, Brüssel, Turin, Rom, Berlin und Barcelona. Seit 2012 ist sie in Zürich wohnhaft.

## Kunst
Ilona Ruegg begann ihre künstlerische Laufbahn mit Malerei und wandte sich dann in den 1990er-Jahren plastischen und installativen Arbeiten sowie Fotoserien zu.
Ausgangspunkt für Ilona Rueggs künstlerische Arbeit sind Reflexionen über Wahrnehmung, die sie bildhaft umzusetzen versucht. Ihre Werke entstehen aus einer stetigen Auseinandersetzung mit den Normen unserer Alltagswelt. Ihre Werke sind inspiriert von Michel Focaults Konzept der Gleichzeitigkeit und seinen Überlegungen zum Raum – sie versucht zeitliche Strukturen in eine Gleichzeitigkeit zur überführen. 

## Ausstellungen
(Quelle: )
- 2023: Overspill, Limmatpromenade, neues Thermalbad 47, Baden[9]
- 2022: Anomalie, Kunsthalle Arbon
- 2022: Liminal, Pavillon Lemme, Sion
- 2020: Das Fassungsvermögen, Kunst und Bau Projekt, ERZ Zürich, Pool Architekten
- 2017: Fund, Kunst am Bau Projekt, Oberstufe Weiden, Jona, Architekten Karamuk*Kuo
- 2016: Cut and Fire, Neue Kunsthalle Zürich, Pfingsweidbrache, Zürich
- 2013: Drop Out, Kunst(Zeug)Haus, Rapperswil
- 2009: Ohne Horizont und Löcher, «Spot On», Galerie Annex14, Bern
- 2008: Hi Way / Belichtung, in «Eclairages», MCBA, Lausanne
- 2006: Lufthaus / Zeitbau 4, Institut Mathildenhöhe, Darmstadt
- 2005: Tieflader / Zeitbau 3, in Zusammenarbeit mit dem Frankfurter Kunstverein
- 2002: Volumen unveröffentlicht / Zeitbau 2, Kunsthalle Bern
- 1999: Situation et Transport, «Sideshow», Etablissement d’en Face, Bruxelles
- 1998: Rendez vous in your Place, Conciergerie de la Tour Centrale, Bruxelles
- 1998: Nnex, Galerie Weisses Schloss, Zürich
- 1996: Slippage, Galerie Barbara Gross, München
- 1995: Die echte Breite, Behalte Eins, Helmhaus Zürich
- 1995: Auxiliary, Galerie Friedrich, Bern
- 1992: Gaps & Margins, Swiss Institute, New York
- 1990: Die Ränder der Gegenwart, Kunstverein, St. Gallen
- 1990: Die Ränder der Gegenwart, Kunsthaus, Zürich
- 1990: Die Ränder der Gegenwart, Westfälischer Kunstverein, Münster

## Werke
- 1980: Simia
- 1985: Projezione
- 1985/1986: Simultan
- 1988: Sphärische Modelle

## Auszeichnungen
- 1987: Prix Barclay[3]
- 2001: Prix Meret Oppenheim, Bundesamt für Kultur[4]
- 2004: Anerkennungspreis der Kulturstiftung UBS
- 2013: Anerkennungspreis der Kulturstiftung UBS
- 2022: Prix Visarte[10]